# Селезнёв, Александр Анатольевич (кондитер)
Алекса́ндр Анато́льевич Селезнёв (род. 8 марта 1973, Подольск) — кондитер, автор более 20 книг, телеведущий и радиоведущий.
Победитель российских и международных конкурсов кондитеров.
Ведёт программу Сладкие истории на телеканале «Домашний» и одноимённую радиопрограмму на «Радио Алла». Автор книг «Библия кондитера», «Сладкие рецепты», «Кулинарные праздники».
Глава «Кондитерского дома Александра Селезнёва».
Абсолютный чемпион России по кондитерскому мастерству, лауреат Кубка Мира по кулинарии в Люксембурге, золотой призёр чемпионатов России по кондитерскому искусству. Обладатель дипломов кулинарных школ Франции, Швейцарии и Бельгии.

## Книги
- 2008 — Таинственные бискотти — дважды запечённое печенье ISBN 978-5-699-28086-5